# Nicolae Bulat
Nicolae Bulat (10 tháng 2 năm 1952 - 9 tháng 9 năm 2022) là một nhà sử học và đạo diễn người Moldova của Soroca Bảo tàng Lịch sử và Dân tộc học (bao gồm Pháo đài Soroca).
Ông là ứng cử viên của Đảng Dân chủ Tự do của Moldova trong tháng 4 năm 2009.

## Tiểu sử
Ông sinh ngày 10 tháng 2 năm 1952 tại làng Cureşniţa, Quận Soroca. Ông tốt nghiệp trường trung học № 1 tại Soroca, và sau đó nhập học Đại học Bang Moldova từ Kishinev tại Khoa Ngoại ngữ, một bộ phận của ngôn ngữ Tiếng Anh và văn học.
Ông thường được gọi là người giám hộ của Pháo đài Soroca, nơi anh ta đã làm việc hơn 30 năm. Ông được coi là một trong những hướng dẫn giỏi nhất ở Moldova.

## Giải thưởng
- Order of the Star of Romania, 2000.[7]